# کشش درآمدی تقاضا

Inferior goods' demand Q_{X} falls as consumer income I increases.

کشش درآمدی تقاضا (به انگلیسی: Income elasticity of demand) مقدار تغییر در تقاضا برای یک کالا نسبت به تغییر در درآمد مصرف‌کننده را کشش درآمدی تقاضا می‌گویند که با {\displaystyle E_{I}} نشان داده می‌شود.کشش نقطه‌ای تقاضا نسبت به درآمد به صورت زیر اندازه گرفته می‌شود:
{\displaystyle \epsilon _{d}={\frac {\%\ {\mbox{change in quantity demanded}}}{\%\ {\mbox{change in income}}}}}
{\displaystyle E_{I}={\frac {\Delta Q}{\Delta I}}\cdot {\frac {I}{Q}}}
که در آن {\displaystyle {\Delta Q}} و {\displaystyle {\Delta I}} به ترتیب تغییر در مقدار و درآمد هستند.جهت اجتناب از داشتن نتایج متفاوت کشش قوسی را را حساب می‌کنیم:
{\displaystyle E_{I}={\frac {Q_{2}-Q_{1}}{I_{2}-I_{1}}}\cdot {\frac {I_{2}+I_{1}}{Q_{2}+Q_{1}}}}
کالاهایی که {\displaystyle E_{I}} مثبت دارند کالاهای معمولی، و آنهایی که {\displaystyle E_{I}} منفی دارند کالای پست هستند.کالاهای معمولی به این شکل دسته بندی می‌شوند:اگر {\displaystyle E_{I}} بین ۰ و ۱ بود کالای ضروری و اگر بیشتر از ۱ بود کالای لوکس می‌باشد.مفهوم کشش درآمدی تقاضا برای یک واحد تولیدی از نظر تخمین تقاضای محصولی که می‌فروشد و پیش‌بینی تقاضا در آینده مهم است.
تقسیم بندی کالا ها بر اساس مقدار کشش درآمدی:
1- اگر مقدار کشش درآمدی منفی باشد 0>EM  گفته می‌شود این کالا پست است. یعنی با افزایش درآمد مقدار تقاضا برای آن کاهش می یابد.
2- اگر مقدار کشش درآمدی صفر باشد گفته می‌شود این کالا نه پست و نه ضروری است یعنی با افزایش یا کاهش درآمد مقدار تقاضای آن تغییری نمی کند.
3- اگر مقدار کشش درآمدی بزرگتر از صفر و کوچکتر از یک باشد گفته می‌شود کالا ضروری است یعنی اگر درآمد یک درصد افزایش یابد مقدار تقاضا کمتر از یک درصد افزایش می یابد.
4- اگر مقدار کشش درآمدی برابر با یک باشد در این حالت گفته می‌شود کالا نیمه ضروری است یعنی اگر درآمد 1 درصد افزایش یابد تقاضا برای آن کالا یک درصد افزایش می یابد.
5- اگر مقدار کشش درآمدی بزرگتر از یک باشد در این صورت گفته می‌شود این کالا لوکس است یعنی اگر یک درصد درآمد افزایش یابد مصرف آن بیشتر از یک درصد افزایش می یابد.

## منبع
- مشارکت‌کنندگان ویکی‌پدیا. «Income elasticity of demand». در دانشنامهٔ ویکی‌پدیای انگلیسی.

## مطالعه بیشتر
- Bordley; McDonald. "Estimating Income Elasticities from the Average Income of a Product's Buyers and the Population Income Distribution". Journal of Business and Economic Statistics.
- Perloff, J. (2008). Microeconomics Theory & Applications with Calculus. Pearson. ISBN 978-0-321-27794-7.
- Samuelson; Nordhaus (2001). Microeconomics (17th ed.). McGraw-Hill.
- Frank, Robert (2008). Microeconomics and Behavior (7th ed.). McGraw-Hill. ISBN 978-0-07-126349-8.